# Unterführung Hallische Straße

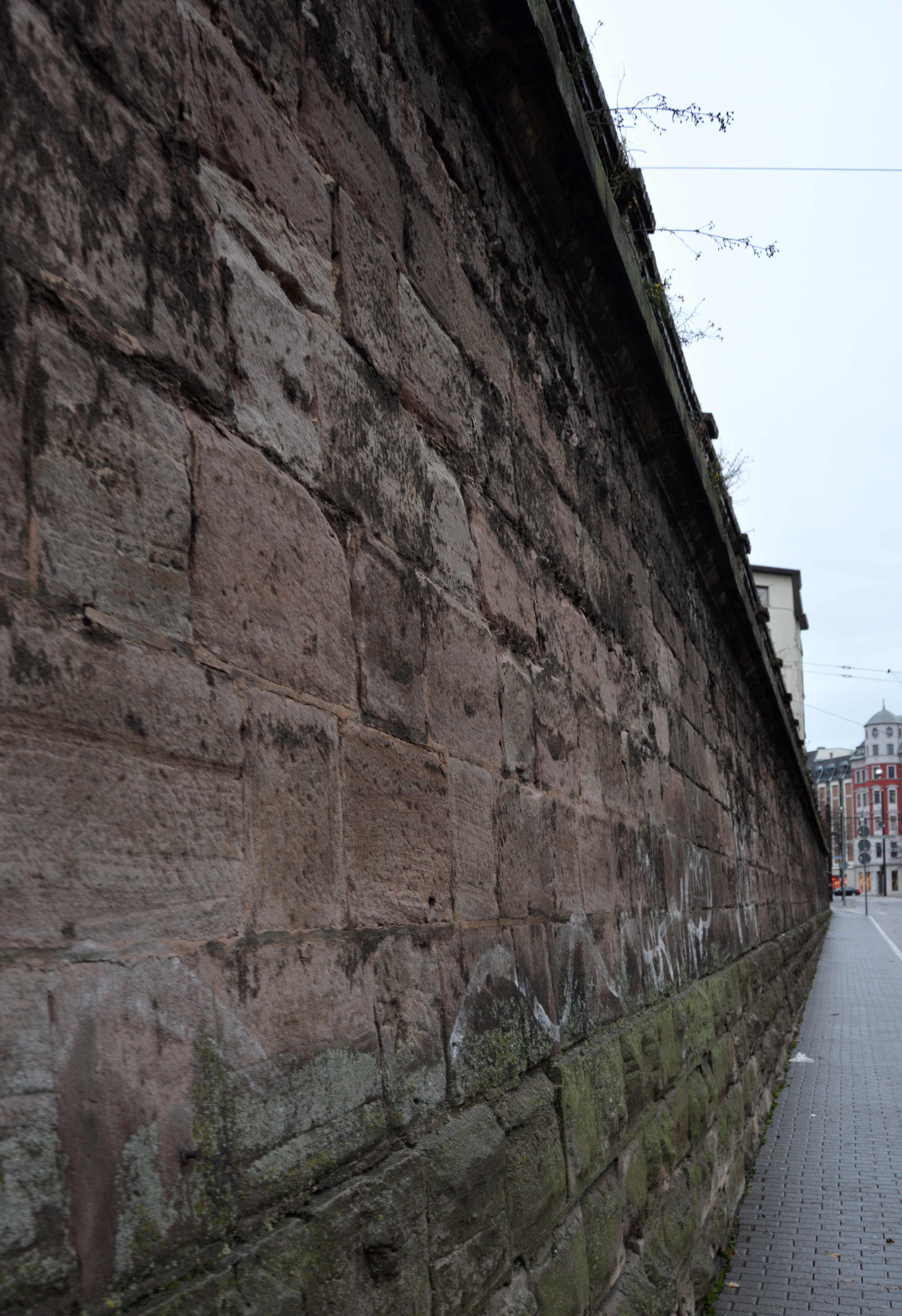
Stützmauer der Unterführung Hallische Straße, 2017

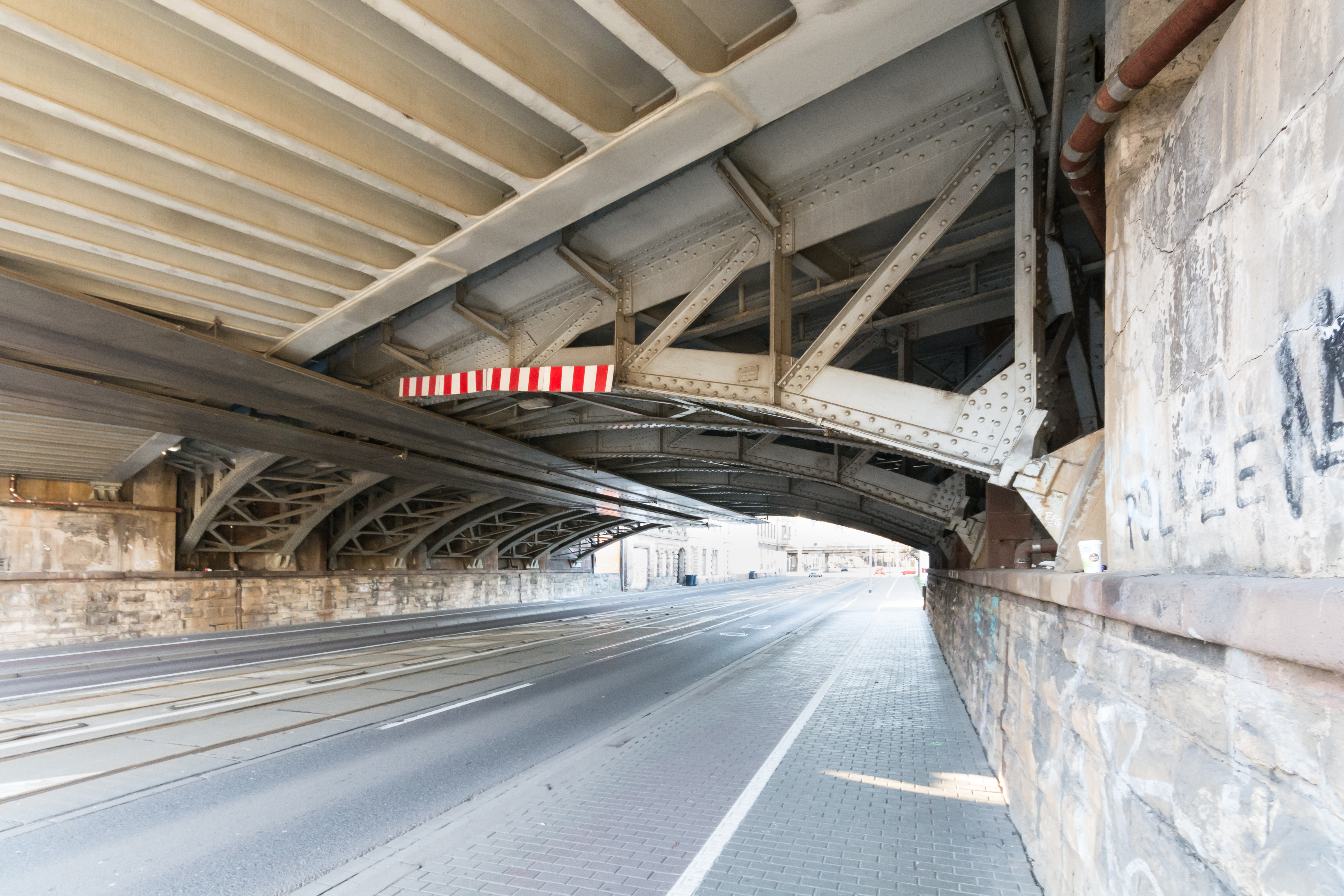
Brücke, 2016

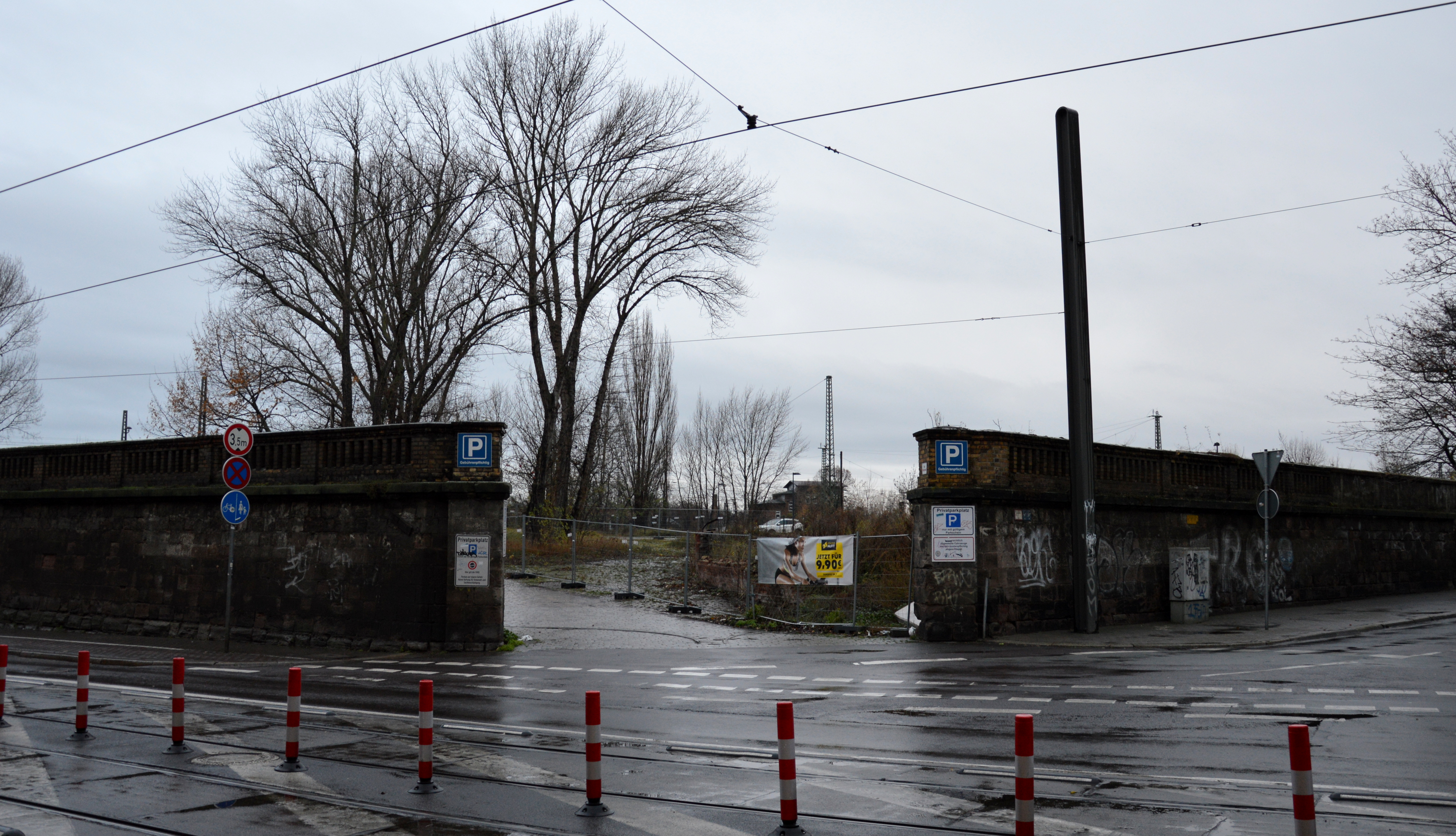
Öffnung an der Ecke Hallesche Straße (links), Bahnhofstraße (rechts)

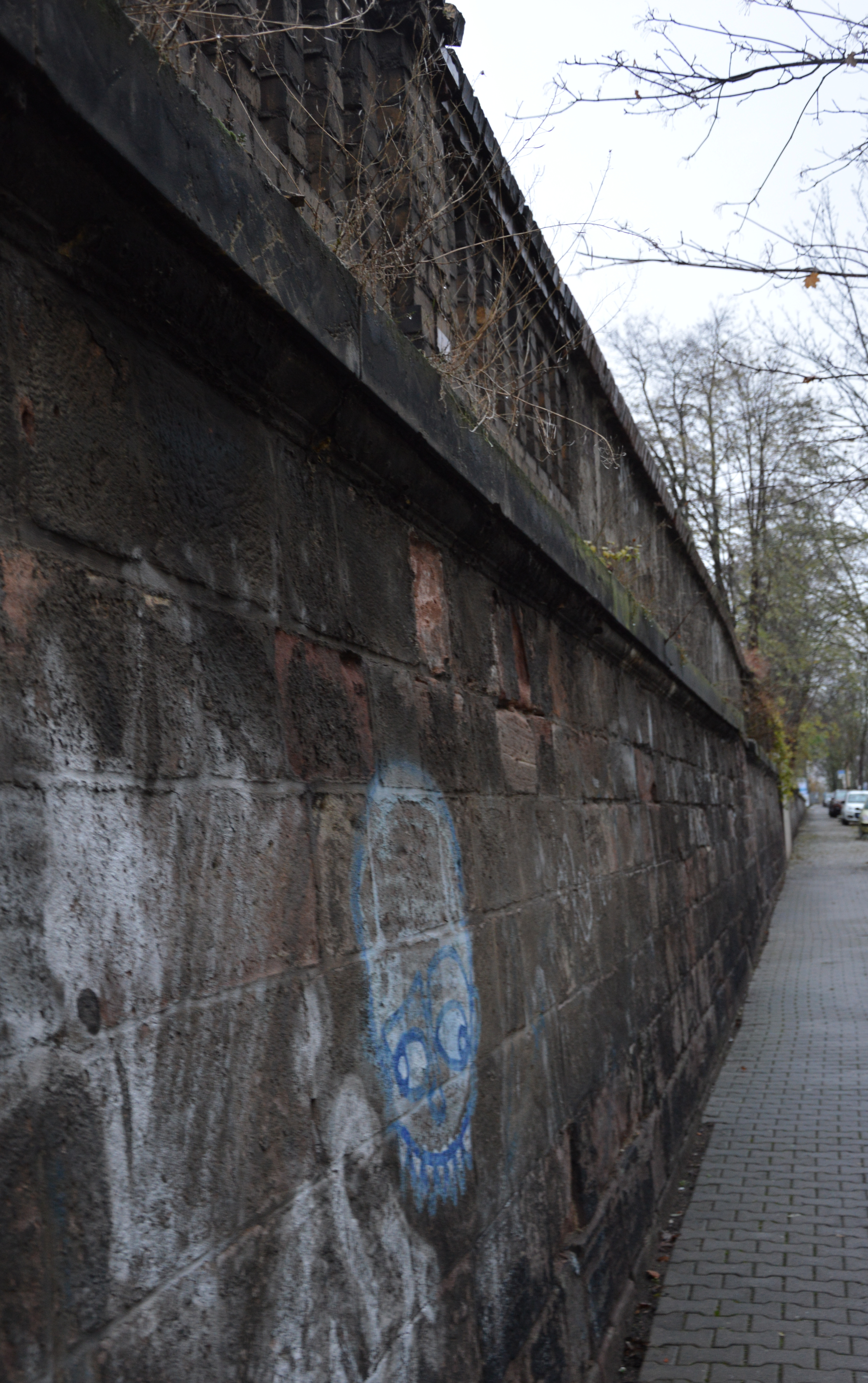
Teilstück in der Bahnhofstraße, oben balustradenartige Brüstungsmauer

Die Unterführung Hallische Straße ist eine denkmalgeschützte Brücke und Mauer in Magdeburg in Sachsen-Anhalt. 

## Lage
Sie befindet sich in der östlichen Hälfte der Hallischen Straße sowie im südlichen Teil der Bahnhofsstraße in der Magdeburger Altstadt.

## Gestaltung und Geschichte
Die Unterführung dient als Straßenunterführung der Hallischen Straße unter die Eisenbahnstrecke Magdeburg–Leipzig. Die Hallische Straße war zu diesem Zeitpunkt, der Hasselbachplatz existierte noch nicht in seiner heutigen Form, die von Süden aus Richtung Halle (Saale) in die Festung Magdeburg führende Hauptstraße. Das Umfeld der Unterführung war städtebaulich besonders schwierig, da in geringer Entfernung etwas weiter nördlich die Bahnstrecke Braunschweig–Magdeburg von Westen kommend einmündet und so ein Gleisdreieck entstand.
Die Befestigung des Damms entstand in der Zeit von 1870 bis 1872 aus großgliedrigem Werksteinquadermauerwerk. Die Widerlager der Brücke im Bereich der Eisenbahnquerung sind in gleicher Weise verkleidet. Die Brücke selbst ist als gleisweise Trogbrücke ausgeführt, deren Fachwerkträger sich in Form einer Kaskade nebeneinander befinden. Ähnliche Konstruktionen bestanden auch an anderen Eisenbahnbrücken der Stadt.
Die etwa sechs Meter hohe Stützmauer wurde aus rotem Sandstein auf einem heller abgesetzten, bossierten Sockel errichtet. Auf der Mauer ruht eine Gesimsabdeckung. Ende des 19. Jahrhunderts wurde der Bahndamm bebaut. Dem Stützmauerwerk wurde dabei auf die Gesimsplatte eine durchbrochene Brüstungsmauer in einer balustradenartigen Gestaltung aus gelben Klinkern aufgesetzt. 
Von der Eisenbahnquerung läuft auf der Nordseite der Hallischen Straße die Stützmauer etwa 110 Meter nach Osten in Richtung Hasselbachplatz. An der dortigen Einmündung der Bahnhofstraße besteht eine große Öffnung der Mauer. Auf der anderen Seite der Öffnung verläuft die Stützmauer weiter in Richtung Norden über etwa 30 Meter westlich entlang der Bahnhofstraße. Auf der Südseite der Hallischen Straße besteht die Stützmauer nur bis etwa 30 Meter östlich der Eisenbahnquerung.
Im örtlichen Denkmalverzeichnis ist die Unterführung unter der Erfassungsnummer 094 71166 als Baudenkmal verzeichnet. Vermutlich versehentlich wird die Unterführung darüber hinaus auch isoliert für das Stück in der Bahnhofstraße mit der Erfassungsnummer 094 71176 geführt.
Die Unterführung wird als geschichtlich, technisch-wirtschaftlich und städtebaulich bedeutsam eingeschätzt. Die Erfassung als Baudenkmal erfolgte am 17. November 2000.